# Jacques Heers
Jacques Heers (ur. 6 lipca 1924 w Paryżu, zm. 10 stycznia 2013 w Angers) – francuski historyk, mediewista.
Był uczniem Fernanda Braudela oraz asystentem Georgesa Duby. Wykładał w Université Paris Sorbonne. 

## Wybrane publikacje
- Gênes au XVe siècle. Activité économique et problèmes sociaux, Paris, S.E.V.P.E.N., 1961.
- L'Occident aux XIVe et XVe siècles. Aspects économiques et sociaux, Paris, PUF, 1963.
- Le Travail au Moyen Âge, Paris, PUF, Que sais-je ?, 1965.
- Précis d'histoire du Moyen Âge, Paris, PUF, 1968.
- Le Clan familial au Moyen Âge, Paris, PUF, 1974.
- Christophe Colomb, Paris, Hachette, 1981.
- Esclaves et domestiques au Moyen Âge dans le monde méditerranéen, Paris, Fayard, 1981.
- Fête des fous et carnavals au Moyen Âge, Paris, Fayard, 1983.
- Marco Polo, Paris, Fayard, 1983.
- Machiavel, Paris, Fayard, 1985.
- La Vie quotidienne à la cour pontificale au temps des Borgia et des Médicis, Paris, Hachette, 1986.
- La Ville au Moyen Âge, Paris, Fayard, 1990.
- La Découverte de l’Amérique, Bruxelles, Complexe, 1991.
- La Ruée vers l’Amérique. Le Mirage et les Fièvres, Bruxelles, Complexe, 1992.
- Le Moyen Âge, une imposture, Paris, Perrin, 1992.
- Gilles de Rais, Paris, Perrin, 1994.
- Libérer Jérusalem. La première croisade, Paris, Perrin, 1995.
- Jacques Cœur, Paris, Perrin, 1997.
- De Saint Louis à Louis XI. Forger la France, Paris, Bartillat, 1997.
- Louis XI, Paris, Perrin, 1999.
- Les Barbaresques, Paris, Perrin, 2001.
- Les Négriers en terres d’islam, Paris, Perrin, 2003.
- Chute et mort de Constantinople, Paris, Perrin, 2005.
- L'Histoire assassinée. Les pièges de la mémoire, Éditions de Paris, 2005.
- Un homme, un vote ?, Monaco, Éditions du Rocher, 2007.
- Le clan des Médicis. Comment Florence perdit ses libertés (1200-1500), Paris, Perrin, 2008.
- L'histoire oubliée des guerres d'Italie, Via Romana, 2009 ISBN 978-2-916727-49-3
- L'Islam cet inconnu, Versailles, Éditions de Paris, 2010.
- La Naissance du capitalisme au Moyen Âge. Changeurs, usuriers et grands financiers, Paris, Perrin, 2012.
- Histoire des croisades, Paris, Perrin, 2014.

## Publikacje w języku polskim
- Święta głupców i karnawały, przeł. Grażyna Majcher, Warszawa: "Volumen" - "Marabut" 1995.
- Dwór papieski w czasach Borgiów i Medyceuszy, przeł. Krystyna Szeżyńska-Maćkowiak, Warszawa: Świat Książki 2014.